# Diocesi di Gravina

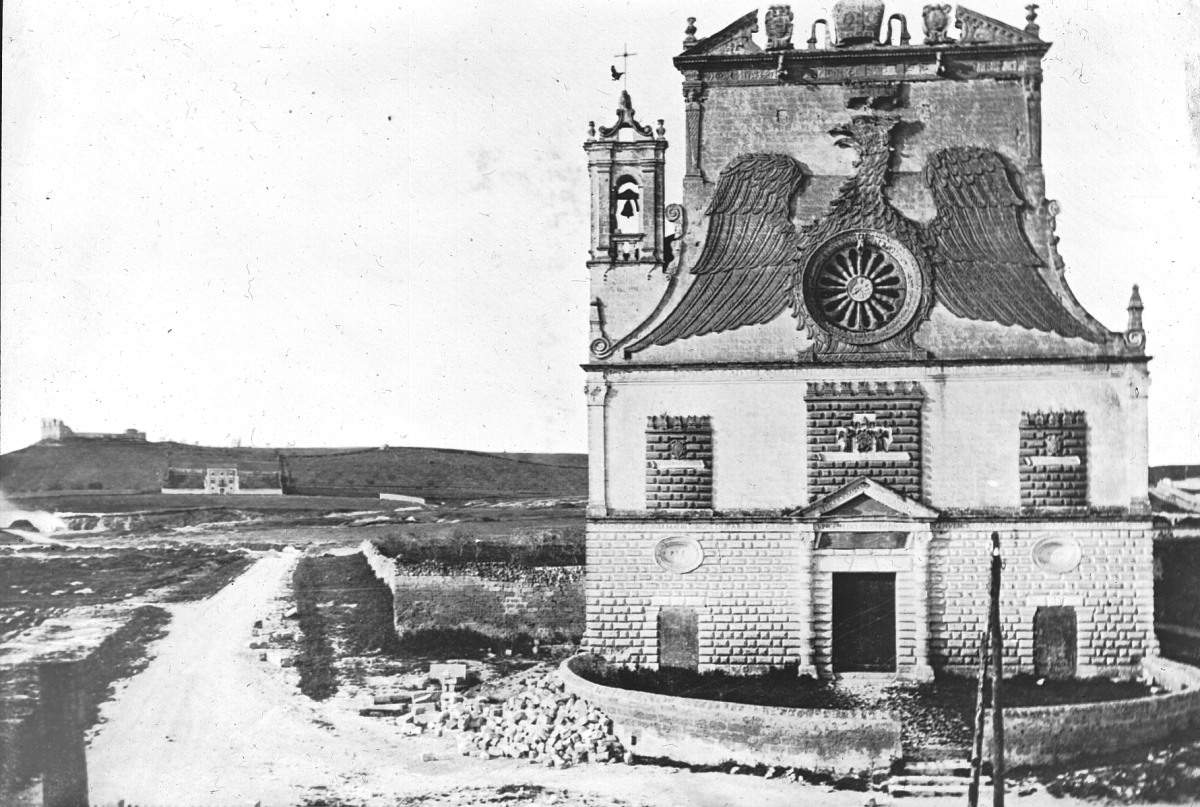
Il santuario della Madonna delle Grazie a Gravina in Puglia, sede della fanteria motorizzata italiana durante la seconda guerra mondiale.

La diocesi di Gravina (in latino Dioecesis Gravinensis) è stata una sede della Chiesa cattolica, istituita nel IX secolo.
Nell'ambito della generale riforma delle circoscrizioni diocesane in Italia, avviata dopo il Concilio Vaticano II, il 30 settembre 1986 la diocesi di Gravina in Puglia è stata unita alla prelatura di Altamura e Acquaviva delle Fonti a formare la diocesi di Altamura-Gravina-Acquaviva delle Fonti.
Ne era patrono San Michele Arcangelo.

## Territorio
Il territorio della diocesi, alla vigilia della plena unione con Altamura e Acquaviva delle Fonti, comprendeva 3 comuni pugliesi: Gravina in Puglia, Poggiorsini e Spinazzola.
Sede vescovile era la città di Gravina in Puglia, dove sorgeva la cattedrale di Santa Maria Assunta, ora concattedrale della diocesi di Altamura-Gravina-Acquaviva delle Fonti, elevata nell'agosto del 1993 da papa Giovanni Paolo II alla dignità di basilica minore.
Nel 1980 la diocesi era costituita da 13 parrocchie, con 31 sacerdoti, di cui 24 secolari e 7 regolari.
Nel 1986, al momento dell'unione con le prelature di Altamura e di Acquaviva delle Fonti, la diocesi comprendeva 15 parrocchie, di cui 12 nel comune di Gravina in Puglia, 2 in quello di Spinazzola e 1 in quello di Poggiorsini.

## Storia
Incerte sono le origini della diocesi di Gravina. Storici come Baronio e Ughelli attestano l'esistenza della diocesi a partire dalla seconda metà del IX secolo, dove sarebbero documentati due vescovi: Pietro, che prese parte a Roma alla consacrazione di papa Adriano II nell'867; e Leone, che partecipò in Francia al sinodo di Ponthion nell'876, dove l'arcivescovo di Sens fu proclamato primate della Gallia e della Germania. Tuttavia, a causa delle varianti nelle lezioni dei manoscritti medievali, questi due prelati potrebbero appartenere ad altre sedi vescovili.
Nel 968, in epoca bizantina, l'imperatore Niceforo Foca autorizzò il patriarca Polieucte di Costantinopoli ad erigere la sede metropolitana di Otranto, dando al metropolita Pietro la facoltà di consacrare i vescovi suffraganei di Acerenza, di Tursi, di Gravina, di Matera e di Tricarico. Non è chiaro tuttavia se queste disposizioni abbiano avuto reale effetto, in quanto le Notitiae Episcopatuum bizantine dell'XI secolo menzionano una sola sede suffraganea di Otranto, quella di Tursi, e mai Gravina o qualcuno dei suoi vescovi appare nei documenti bizantini.
Sul finire del X secolo giunsero a Gravina e nel territorio circostante i monaci benedettini, che costituirono alcuni centri monastici , tra i quali quelli di Santa Maria la Nova, di Sant'Angelo del Frassineto e di Santa Maria di Belmonte. Nel 999 la città subì l'attacco dei Saraceni, che distrussero la cattedrale di San Giovanni Battista.
Con la fine della dominazione bizantina e l'inizio di quella normanna, iniziò un nuovo periodo per la Chiesa gravinese. La diocesi è menzionata in una bolla di papa Alessandro II del 13 aprile 1068, con cui il pontefice confermava ad Arnaldo, metropolita di Acerenza, tutti i suoi possedimenti e le sue diocesi suffraganee, tra cui quella di Gravina.
Il normanno Umfrido, conte e signore di Gravina, si mostrò molto generoso nei confronti della sua città e della chiesa gravinese. Nel dicembre 1092, «concesse alla Chiesa di Gravina una serie di privilegi e immunità tese a ricostituire le rendite ecclesiastiche che erano diventate del tutto inesistenti, permettendole, così, di poter riavere dopo anni di sede vacante un nuovo vescovo»; e contestualmente rivolse una supplica con questa esplicita richiesta al metropolita Arnaldo. Il primo vescovo documentato storicamente è Guido, che il 29 settembre 1099 fu presente alla consacrazione della chiesa di San Michele Arcangelo a Montescaglioso assieme a Librando di Tricarico, Gerardo di Potenza e Amuri di Mottola.
Nel 1102 papa Pasquale II confermò l'appartenenza di Gravina alla provincia ecclesiastica dell'arcidiocesi di Acerenza.
La cattedrale di Gravina fu costruita sul finire dell'XI secolo, grazie all'iniziativa del conte Umfrido; danneggiata gravemente prima a causa di un incendio e poi per un terremoto, venne ricostruita nella seconda metà del XV secolo ad opera del vescovo Matteo d'Aquino; custodisce in un reliquiario un braccio di san Tommaso Becket ottenuto dal vescovo Roberto nel 1179.
Federico II di Svevia, dopo aver rifondato la città di Altamura attorno al 1230, vi eresse una grande chiesa dedicata all'Assunta, con il titolo di cappella palatina, alla quale concesse il privilegio dell'esenzione da qualsiasi giurisdizione vescovile e arcivescovile, dipendente solamente dal sovrano, al quale spettava la nomina degli arcipreti, e dalla Santa Sede; queste disposizioni furono confermate da papa Innocenzo IV nel 1248. Ben presto però i vescovi di Gravina iniziarono a vantare diritti sulla chiesa altamurana, opponendosi alle decisioni prese; iniziò così una lunga vertenza, che durerà per secoli, «tra i prelati di Altamura e i vescovi di Gravina, ognuno pronto a far valere con ogni mezzo i propri diritti, reali o presunti che fossero».
I primi contrasti sorsero con l'avvento degli Angioini. Il vescovo Giacomo di Taranto accusò gli altamurani di aver falsificato il diploma di Federico II e la bolla di Innocenzo IV; l'arciprete Palmiro De Viana fece ricorso al re Carlo I d'Angiò, che gli dette ragione; la Santa Sede intervenne a sua volta e depose il vescovo nell'ottobre del 1266. Il successore Pietro riprese la controversia, ma dovette riconoscere l'autenticità dei documenti altamurani e dunque l'indipendenza dell'arcipretura di Altamura. Le cose si complicarono ulteriormente sul finire del secolo, quando divenne vescovo di Gravina Giacomo II (1294-1308), che riprese con maggiore veemenza la controversia; si arrivò così ad un processo giurisdizionale, iniziato alla fine di luglio 1299 e conclusosi il 20 gennaio 1301 con un accordo tra l'arciprete di Altamura e il vescovo di Gravina, che riconobbe di fatto l'autonomia altamurana. Il vescovo Giacomo II finì i suoi giorni assassinato da sicari del barone Teodoro di Gravina, con il quale era entrato in conflitto. Il successore Nicola (circa 1320-1335) riprese la controversia contro gli arcipreti di Altamura, subendo anche lui un duro smacco, con la sospensione a divinis e l'interdizione per sette anni.
All'inizio del XV secolo, nel pieno dello scisma d'Occidente, la Chiesa di Gravina visse un momento di gravi difficoltà, che lo storico Domenico Nardone così stigmatizza: «La Chiesa Romana era allora travagliata dallo scisma, e gli ecclesiastici di Gravina appaiono in quest'epoca assai turbolenti per quisquiglie personali, differenza di vedute, abusi e prepotenze reciproche, in una aspra lotta di fazioni al servizio di personalità più autorevoli e aspiranti a posti più remunerativi e di comando». Infatti il vescovo Enrico Dasmani, nominato nel 1411, sembra non abbia mai preso possesso della diocesi, lasciando così di fatto la sede vacante per 18 lunghi anni, fino a quando il capitolo e gli ecclesiastici di Gravina furono costretti a mettersi d'accordo e a scegliere Giovanni Roberto Santoro, elezione accettata e ratificata da papa Martino V. Questo però creò un pericoloso precedente, perché fece credere ai canonici gravinesi di avere il diritto di scegliere il proprio vescovo. Alla morte del Santoro (circa 1444), il capitolo si divise e la mancanza di un accordo costrinse la Santa Sede a nominare un amministratore apostolico nella persona dell'arcivescovo di Taranto, Marino Orsini, che governò la Chiesa di Gravina per quasi venticinque anni, fino alla sua morte nel 1471.
A partire dal 1568, la diocesi fu governata da vescovi originari del centro e del nord Italia, fino agli inizi del Settecento. Il primo fu il milanese Francesco Bossi (1568-1574), «allievo del cardinale Federico Borromeo e fervido sostenitore delle direttive del concilio di Trento». Indisse nel 1574 il primo sinodo diocesano di cui si conservano gli atti, i quali tuttavia menzionano altri sinodi celebrati in precedenza dallo stesso prelato. Seguì il modenese Antonio Maria Manzoli (1581-1593), che ricostruì la sacrestia della cattedrale, dopo il crollo del campanile.
Il successore Vincenzo Giustiniani (1593-1614), nobile genovese, fondò il seminario, la chiesa della Madonna delle Grazie, e il convento delle Capuccinelle. Riprese l'antica controversia con i prelati di Altamura, dando inizio «ad una delle vertenze più violente che la storia ecclesiastica di Gravina e Altamura ricordi». Nel 1601 infatti Giustiniani lanciò l'interdetto contro la città di Altamura e quattro anni dopo, con l'appoggio di papa Paolo V, tramutò l'interdetto in scomunica; il prelato altamurano Girolamo De Mari, recatosi a Roma per difendere le sue prerogative, venne arrestato e imprigionato. Nel 1622 fu tolta la scomunica, e tramite un concordato, sancito dalla bolla Decet romanum ponteficem del 15 febbraio, papa Gregorio XV riconobbe ai vescovi di Gravina il diritto all'esercizio degli iura episcopalia sulla Chiesa altamurana, con il divieto però di agire nel futuro contro il clero e il popolo di Altamura.
Il Seicento è stato segnato dal lungo episcopato di Domenico Cennini (1645-1684): «istituì la Congregazione della dottrina cristiana, ridusse a quattro le sei parrocchie esistenti, fece realizzare… la chiesa di Santa Maria del Suffragio (Purgatorio), istituendovi il "Sacro Monte del Suffragio"… Diede vita alla biblioteca per il clero, donando tutti i suoi libri e tutti i suoi averi perché migliorassero le condizioni e gli studi del seminario.» Durante il suo episcopato, nel 1674, san Michele Arcangelo fu proclamato patrono della città e della diocesi, la cui festa fu istituita dal vescovo Marcello Cavalieri (1690-1705), a cui si deve anche la costruzione di un nuovo seminario nei pressi del palazzo vescovile.
Per risollevare le sorti morali e religiose della diocesi, aggravate da un lungo periodo di sede vacante (1708-1718), il papa nominò amministratore della diocesi l'arcivescovo di Manfredonia Vincenzo Maria Orsini, originario di Gravina e futuro papa Benedetto XIII, che tra le altre cose ebbe il merito di aver raccolto, ordinato e schedato i documenti degli archivi ecclesiastici e dell'archivio dell'università. La sua opera moralizzatrice e rinnovatrice fu continuata dai domenicani Lucini (1718-1725) e Ferrero (1725-1730); a quest'ultimo si deve anche l'istituzione della parrocchia di Maria Santissima dei Sette Dolori (1726) in contrada Macchiavetrana, oggi Poggiorsini.

### Unione con Montepeloso
Il 27 giugno 1818, con la bolla De utiliori di papa Pio VII, la diocesi di Gravina fu unita aeque principaliter alla diocesi di Montepeloso e contestualmente divenne immediatamente soggetta alla Santa Sede. Con la stessa bolla Altamura fu confermata nella sua autonomia da Gravina, autonomia che era stata definitivamente riconosciuta dalla fine del Settecento. Tuttavia, quasi ironia della sorte, nel 1828 il re Francesco I nominò il vescovo di Gravina e Montepeloso, Cassiodoro Margarita, amministratore della Chiesa di Altamura, carica che mantenne fino al 1848: «l'attività pastorale di questo presule durò ben venti anni e lasciò nelle tre comunità sottoposte alla sua cura un ricordo molto positivo».
Il 25 aprile 1975 Salvatore Isgrò fu nominato, con doppia bolla di nomina, vescovo di Gravina e Montepeloso e prelato di Altamura e Acquaviva delle Fonti, unendo così in persona episcopi le sedi episcopali.
L'unione di Gravina con Irsina (nome assunto dalla città di Montepeloso nel 1898) durò fino all'11 ottobre 1976 quando, in forza della bolla Apostolicis Litteris di papa Paolo VI, la diocesi di Irsina fu separata da Gravina. Nello stesso anno, il comune di Spinazzola fu sottratto alla diocesi di Venosa ed incorporato in quella di Gravina.
Il 20 ottobre 1980 con la bolla Qui Beatissimo Petro di papa Giovanni Paolo II Gravina entrò a far parte della provincia ecclesiastica dell'arcidiocesi di Bari.
Il 30 settembre 1986 con il decreto Instantibus votis della Congregazione per i Vescovi la diocesi di Gravina e la prelatura di Altamura ed Acquaviva delle Fonti, già unite in persona episcopi dal 1975, furono unite con la formula plena unione e la nuova circoscrizione ecclesiastica ha assunto il nome di diocesi di Altamura-Gravina-Acquaviva delle Fonti.

## Cronotassi dei vescovi

### Vescovi di Gravina
- Pietro ? † (menzionato nell'867)[20]
- Leone ? † (menzionato nell'876)[21]

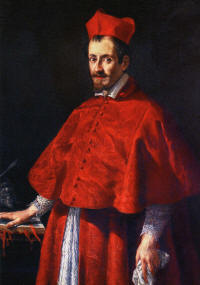
Giulio Cesare Sacchetti, vescovo di Gravina (1623 - 1626).

- Guido † (prima del 1099 - dopo il 1123)
- Orso † (menzionato nel 1152)
- Roberto † (menzionato nel 1179)[22]
- Tommaso † (prima di settembre 1188 - dopo febbraio 1212)[22]
- Anonimo[23] † (menzionato nel 1215)[22]
- Samuele † (prima di luglio 1219 - dopo febbraio 1238)[22]
  - Alferio † (menzionato come "vescovo eletto" nel 1245 circa)[22]
- Pantaleone ? † [24]
- Giacomo di Taranto † (prima del 1250 - 14 ottobre 1266 deposto)[22]
  - Sede vacante (1266-1282)[22]
- Pietro, O.S.B. † (prima di giugno 1284 - dopo il 26 novembre 1284 o 1285 deceduto)[25]
- Palmerio † (? - 1286 deceduto)[26]
- Nicola da Potenza, O.P. † (? - 1291 deceduto)[26]
- Giovanni † (? - 1294 deceduto)[26]
- Giacomo II † (circa 1294 - luglio 1308 deceduto)[27]
- Francesco † (circa 1308 - 1318 deceduto)
  - Sede vacante (1318-1322)
- Nicola † (prima di agosto 1322 - 1335 deceduto)
- Riccardo Caracciolo, O.F.M. † (1335 - maggio 1343 deceduto)
- Andra da Perugia, O.F.M. † (3 settembre 1343 - 1345 deceduto)
- Tancredi da Auletta, O.F.M. † (3 marzo 1346 - 1348 deceduto)
- Bernardo Cucchi † (28 gennaio 1349 - 1349 deceduto)
- Giovanni da Gallinaro, O.F.M. † (22 maggio 1350 - 14 marzo 1373 nominato vescovo di Rossano)
- Luciano, O.E.S.A. † (8 aprile 1373 - prima del 14 dicembre 1381 deceduto)
  - Sede vacante (1381-1386)
  - Nicola De Madio, O.P. † (7 febbraio 1386 - ?) (antivescovo)
- Filippo † (1387 - 16 aprile 1395 nominato arcivescovo di Otranto)
- Francesco Bonaccursi, O.F.M. † (1º maggio 1395 - 13 ottobre 1400 nominato vescovo di Accia)
- Antonio De Rossi † (13 ottobre 1400 - 4 gennaio 1402 nominato vescovo di Isola)
- Ruggero Longobardi † (4 gennaio 1402 - 1411 deceduto)
- Enrico Dasmani, O.F.M. † (19 ottobre 1411 - ? dimesso)[28]
- Giovanni Roberto Santoro † (20 maggio 1429 - circa 1444 deceduto)
  - Marino Orsini † (14 febbraio 1447 - 1471 deceduto) (amministratore apostolico)
- Giacomo Vittorio Appiani † (1º febbraio 1473 - 1482 deceduto)
- Pietro Matteo d'Aquino † (19 agosto 1482 - 18 febbraio 1508 nominato vescovo di Lecce)
- Antonio Brancaccio (o Brancati), O.P. † (18 febbraio 1508 - 1518 deceduto)
- Luca Rinaldi † (1º dicembre 1518 - 1552 deceduto)
- Giovanni Angelo Pellegrino † (14 dicembre 1552 - 1568 deceduto)
- Francesco Bossi † (2 agosto 1568 - 5 maggio 1574 nominato arcivescovo di Perugia)
- Gastone Ettore Paganelli † (10 maggio 1574 - 1575 deceduto)
- Giulio Ricci † (9 maggio 1575 - 13 novembre 1581 nominato vescovo di Teramo)
- Antonio Maria Manzoli † (26 novembre 1581 - 1593 dimesso)
- Vincenzo Giustiniani † (2 agosto 1593 - 3 ottobre 1614 deceduto)
- Agostino Cassandra, O.F.M. † (24 novembre 1614 - 17 settembre 1623 deceduto)
- Giulio Cesare Sacchetti † (4 dicembre 1623 - 17 marzo 1626 nominato vescovo di Fano)
- Arcangelo Baldini, O.P. † (20 luglio 1626 - 27 novembre 1629 deceduto)
- Arcasio Ricci † (13 novembre 1630 - 1636 deceduto)
- Filippo Consacchi † (15 dicembre 1636 - 1644 deceduto)
- Domenico Cennini † (6 marzo 1645 - 21 agosto 1684 deceduto)
  - Sede vacante (1684-1686)
- Domenico Valvassori, O.S.A. † (18 marzo 1686 - 2 ottobre 1689 deceduto)
- Marcello Cavalieri, O.P. † (11 gennaio 1690 - 22 agosto 1705 deceduto)
- Luigi Capuano † (14 dicembre 1705 - 13 settembre 1708 deceduto)
  - Sede vacante (1708-1718)
- Cesare Francesco Lucini, O.P. † (11 maggio 1718 - 2 marzo 1725 deceduto)
- Vincenzo Ferrero, O.P. † (18 aprile 1725 - 8 febbraio 1730 nominato vescovo di Lucera)
  - Sede vacante (1730-1731)
- Camillo Olivieri † (5 marzo 1731 - 21 agosto 1758 deceduto)
- Nicola Cicirelli † (18 dicembre 1758 - circa maggio 1790 deceduto)
  - Sede vacante (1790-1792)
- Michele de Angelis † (18 giugno 1792 - 1806 deceduto)
  - Sede vacante (1806-1818)

### Vescovi di Gravina e Montepeloso (Irsina)

Aldo Forzoni, vescovo di Gravina e Irsina dal 1953 al 1961, nominato poi vescovo di Teggiano.

- Ludovico Roselli † (2 ottobre 1818 - 15 ottobre 1818 deceduto)
- Cassiodoro Margarita † (21 dicembre 1818 - 1º settembre 1850 deceduto)
- Saverio Giannuzzi-Savelli † (17 febbraio 1851 - 14 agosto 1851 deceduto)
- Mario De Luca † (27 dicembre 1852 - 24 marzo 1855 deceduto)
- Raffaele Morisciano † (28 settembre 1855 - 27 settembre 1858 nominato vescovo di Squillace)
- Alfonso Maria Cappetta † (20 giugno 1859 - 22 luglio 1871 deceduto)
- Vincenzo Salvatore † (6 maggio 1872 - 7 settembre 1899 deceduto)
- Cristoforo Maiello † (14 dicembre 1899 - 8 marzo 1906 deceduto)
- Nicolò Zimarino † (6 dicembre 1906 - 14 maggio 1920 deceduto)
  - Sede vacante (1920-1922)
- Giovanni Maria Sanna, O.F.M.Conv. † (12 maggio 1922 - 15 aprile 1953 dimesso[29])
- Aldo Forzoni † (14 maggio 1953 - 30 novembre 1961 nominato vescovo di Diano-Teggiano)
- Giuseppe Vairo † (19 gennaio 1962 - 23 dicembre 1971 dimesso)
  - Sede vacante (1971-1975)[30]
- Salvatore Isgrò † (25 aprile 1975[31] - 11 ottobre 1976[32])

### Vescovi di Gravina e prelati di Altamura e Acquaviva delle Fonti
- Salvatore Isgrò † (11 ottobre 1976 - 18 marzo 1982 nominato arcivescovo di Sassari)
- Tarcisio Pisani, O.M. † (28 giugno 1982 - 30 settembre 1986 nominato vescovo di Altamura-Gravina-Acquaviva delle Fonti)

## Statistiche
La diocesi nel 1980 su una popolazione di 46.302 persone contava 44.200 battezzati, corrispondenti al 95,5% del totale.
| anno                        | popolazione | popolazione | popolazione | presbiteri | presbiteri | presbiteri | presbiteri                | diaconi | religiosi | religiosi | parrocchie |
| anno                        | battezzati  | totale      | %           | numero     | secolari   | regolari   | battezzati per presbitero | diaconi | uomini    | donne     | parrocchie |
| --------------------------- | ----------- | ----------- | ----------- | ---------- | ---------- | ---------- | ------------------------- | ------- | --------- | --------- | ---------- |
| diocesi di Gravina e Irsina |             |             |             |            |            |            |                           |         |           |           |            |
| 1950                        | 35.900      | 36.000      | 99,7        | 34         | 30         | 4          | 1.055                     |         | 4         | 130       | 10         |
| 1970                        | 34.946      | 47.300      | 73,9        | 23         | 20         | 3          | 1.519                     |         | 3         | 135       | 9          |
| diocesi di Gravina          |             |             |             |            |            |            |                           |         |           |           |            |
| 1980                        | 44.200      | 46.302      | 95,5        | 31         | 24         | 7          | 1.425                     |         | 7         | 135       | 13         |